# Z Андромеды
Z Андромеды (лат. Z Andromedae), HD 221650 — двойная катаклизмическая симбиотическая переменная звезда типа Z Андромеды (ZAND) в созвездии Андромеды на расстоянии приблизительно 6367 световых лет (около 1952 парсеков) от Солнца. Видимая звёздная величина звезды — от +11,3m до +7,7m. Орбитальный период — около 759 суток.

## Характеристики
Первый компонент (HD 221650A) — красный гигант спектрального класса M2III+B1eq. Масса — около 2 солнечных, радиус — около 85 солнечных, светимость — около 880 солнечных. Эффективная температура — около 3400 K.
Второй компонент (HD 221650B) — аккрецирующий белый карлик. Масса — около 0,75 солнечной, радиус — в среднем около 0,27 солнечного, светимость — в среднем около 5650 солнечных. Эффективная температура — в среднем около 120000 K.

## История открытия
Z Андромеды является одной из самых наблюдаемых и хорошо изученных звёзд в своем классе. Она была обнаружена в 1901 году Вильяминой Флеминг в обсерватории Гарвардского университета при изучении фотопластинок спектра, сделанных в обсерватории. Особенностью, которая привлекла к себе внимание г-жи Флеминг, было то, что Z Андромеды обладала странным спектром, который напоминал своими особенностями Новую в Персее 1901 года (GK Персея) и Новую в Змееносце 1898 года (RS Змееносца). Дальнейший спектральный анализ был проведён Энни Кеннон, при котором она выделила группу красных звёзд с линиями излучения HI и HeII во время её работы над каталогом Генри Дрейпера, в который она вошла под номером 221650. Однако эти результаты были практически не замечены до 1932 года, когда Пол Меррилл и Милтон Хьюмасон переоткрыли звёзды CI Лебедя, RW Гидры, и AX Персея как тип пекулярных звёзд М-типа с сильными линиями излучения He II4686. Спектры этих звезд показали их низкую температуру. В 1941 году Меррилл предложил термин «симбиотические» для описания звёзд с подобной комбинацией спектра и Z Андромеды в качестве прототипа данного класса звёзд.

## Особенности симбиотических звезд
В настоящее время известно около 150 переменных, классифицируемых как симбиотические. Класс этот, однако, состоит из очень неоднородных звёзд: среди самых известных — Z Андромеды, R Водолея, и СН Лебедя. Единственное, что действительно объединяет этот вид переменных, — то, что все они двойные звезды. Спектры симбиотических звезд предполагают наличие трёх областей, которые испускают излучение. Первый компонент является холодной областью — предположительно, красный гигант или сверхгигант спектрального класса К или М, (в некоторых случаях он может быть миридой, например, R Водолея). Вторая область производит яркие эмиссионные линии, аналогичные тем, что испускают малые, горячие звёзды. Этот вторичный компонент может быть: белым карликом — центральной звездой планетарной туманности, или звездой главной последовательности с аккреционным диском, или даже нейтронной звездой с аккреционным диском. Третий компонент — туманность, которая окружает звёздную пару, и в основном состоит из материала холодной звезды-гиганта.

## История наблюдений

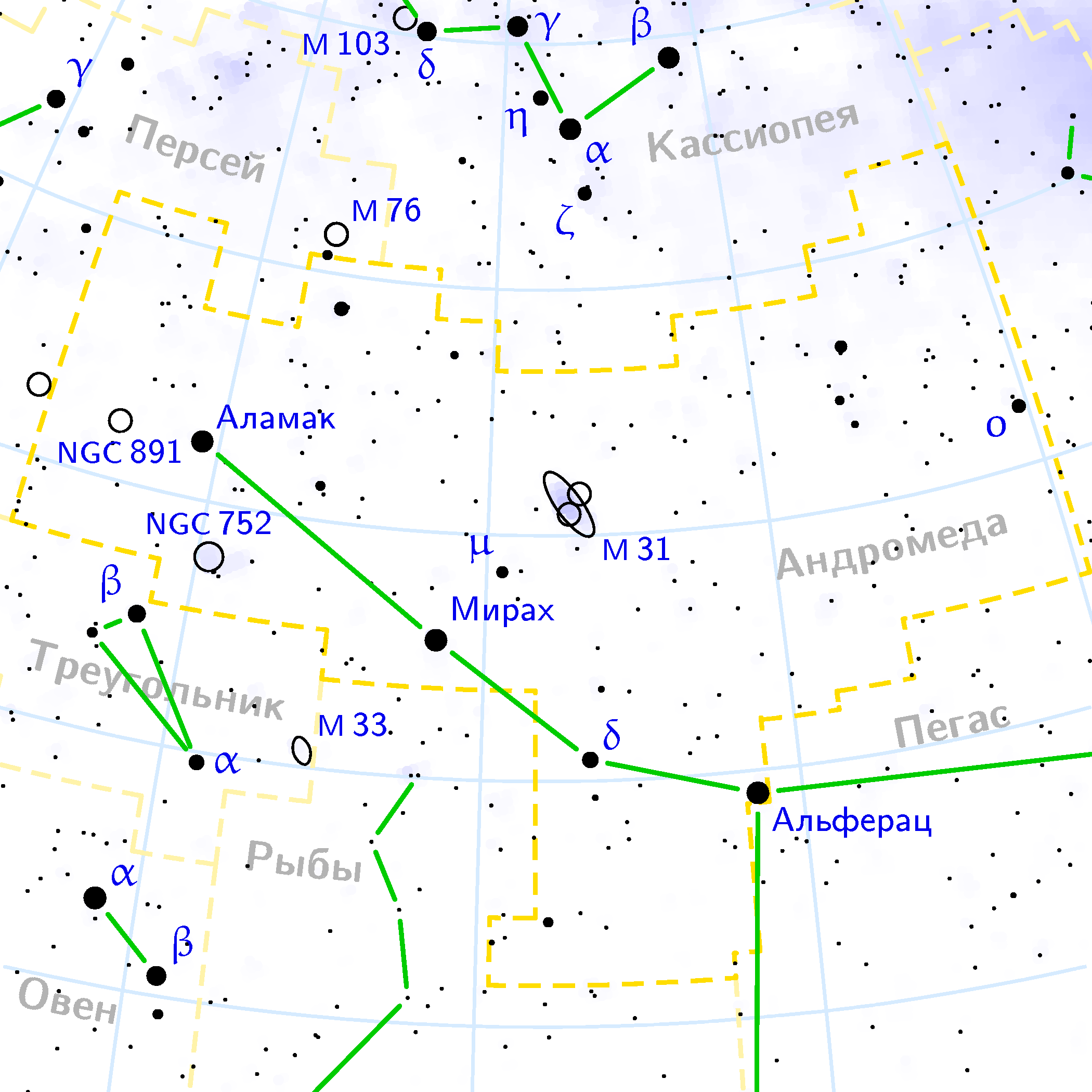
Положение Z Андромеды на карте созвездия

Хотя Z Андромеды и не была обнаружена до 1901 года, архив фотопластинок дал возможность астрономам изучить данные, которые были получены ещё до её официального открытия. Таким образом, активность Z Андромеды была прослежена с 1887 по 1922 год. Наблюдатели AAVSO проводят мониторинг этой звезды с хаотичным и трудно предсказуемым поведением в видимой части электромагнитного спектра с 1917 года.
Спектральные и фотометрические характеристики Z Андромеды во время покоя показывают полурегулярные изменения яркости малой амплитуды красной звезды спектрального типа М около средней величины 11m. На характерном периоде 10-20 лет звезда испытывает внезапное увеличение активности, при которой яркость возрастает на 3m. В 20-м веке наблюдалось несколько таких вспышек в 1900, 1915, 1939, 1959 и 1967/1968 гг. За большими вспышками следуют всё меньшие и меньшие вспышки, которые затем исчезают и звезда возвращается к состоянию покоя. Кривую блеска звезды можно сравнить с кривой затухающего осциллятора. Переход в активное состояние происходит либо резко или ему предшествует небольшие вспышки. На основании данных записей AAVSO, наиболее яркая вспышка произошла в 1939 году, при которой звезда достигла максимальной средней звездной величины 7,9m.
Во время вспышки показатель цвета B-V уменьшается (звезда становится более синей), в спектре начинают доминировать линии, характерные для горячих, компактных звёзд спектрального класса B. Так называемый профиль Р Лебедя сдвигается в синюю сторону, что свидетельствует о расширяющейся оболочке. Затем доминирующий спектр оболочки медленно затухает, показатель цвета B-V увеличивается (звезда становится более красной), профиль Р Лебедя исчезает, оболочка рассеивается, и система возвращается к медленным полурегулярным вариациям яркости. Интервалы между максимумами яркости находятся в диапазоне от 310 до 790 дней.

## Наблюдения Z Андромеды
Находясь в созвездии Андромеды, звезда лучше всего видна осенью. Она находится примерно в 5 градусах к юго-западу от R Кассиопеи, вдоль линии, которая соединяет каппу и лямбду Андромеды. Наблюдатели с телескопом умеренного размера могут сделать эту звезду объектом своих наблюдений как во время покоя звезды, так и во время вспышек. Рекомендуемая частота наблюдения — примерно раз в неделю. Для наблюдателей с ПЗС-матрицами рекомендуется проводить многоцветные (B и V) наблюдения на протяжении всего времени или хотя бы во время активной фазы, поскольку во время вспышки показатель цвета B-V изменяется.